# Corallinales
Corallinales, red crvenih alga u razredu Florideophyceae. Dio je podrazreda Corallinophycidae. Postoji 574 priznatih vrsta u 7 porodica (6 imenovanih).
U Jadranu na dubinama između 20 i 100 metara česte su alge iz rodova Lithothamnion i Phymatolithon, koje su nekada uključivane u ovaj red, a danas u porodicu Hapalidiaceae.

## Porodice
1. Corallinaceae J.V.Lamouroux, 173
2. Corallinales familia incertae sedis, 15
3. Hydrolithaceae R.A.Townsend & Huisman, 29
4. Lithophyllaceae Athanasiadis, 249
5. Lithothamniaceae H.J.Haas , 0
6. Mastophoraceae R.A.Townsend & Huisman, 21
7. Porolithaceae R.A.Townsend & Huisman, 34
8. Spongitaceae Kützing, 53